# Зала російської тенісної слави
Зала російської тенісної слави, створена в Санкт-Петербурзі, є галерею розвитку російського тенісу. Зала була організована в офісі St. Petersburg Open, з осені 2006 року переїхала до студії НТВ + Спорт (Москва). Передбачається, що Зала стане базою для майбутнього музею російського тенісу . Створена 27 жовтня 2002 року в рамках проведення тенісного турніру St. Petersburg Open з ініціативи журналіста Заірбека Мансурова і за активного сприяння директора турніру Михайла Ридніка . Автор нагородної золотої статуетки - дизайнер Давид Авакян.
У залі розташовані портрети і зменшені копії дипломів лауреатів.  З 2006 року церемонії вшанування проводяться телекомпанією НТВ + .

## Лауреати
З 2002 року лауреатами стали більше чотирьох десятків видатних діячів російського тенісу. Членам зали вручаються пам'ятні статуетки та спеціальні дипломи (див. www.rustennisfame.com). З 2008 р лауреати Зали визначаються в п'яти номінаціях:
- «Піонери вітчизняного тенісу»
- «Тенісисти і діячі тенісу середини XX століття» (з 2006 року; в 2010 році не обиралися)
- «Гравці і діячі тенісу другої половини XX століття»
- «Сучасні майстри»
- «Кращий тренер» (з 2008 року).

З 2002 по 2005 рік існувала номінація «Гравці і діячі тенісу першої половини XX століття», але потім вона була об'єднана з «Піонерами вітчизняного тенісу». Після 2009 року було також скасовано номінація «Тенісисти і діячі тенісу середини XX століття».
Згідно з положенням, в Залу можуть бути обрані вітчизняні спортсмени та діячі тенісу у віці не молодше 30 років, в тому числі тенісисти СРСР, мають на своєму рахунку виступу за збірні СРСР або Росії в офіційних турнірах .
Нижче наведено список лауреатів Залу слави по роках включення     :
| Рік  | Лауреати                       | Лауреати                                          | Лауреати                                      | Лауреати                                          | Лауреати                           | Лауреати         |
| Рік  | Піонери вітчизняного тенісу    | Гравці і діячі тенісу першої половини XX століття | Тенісисти і діячі тенісу середини XX століття | Гравці і діячі тенісу другої половини XX століття | Сучасні майстри                    | Тренери          |
| ---- | ------------------------------ | ------------------------------------------------- | --------------------------------------------- | ------------------------------------------------- | ---------------------------------- | ---------------- |
| 2002 | Михайло Сумароков-Ельстон      | -                                                 | -                                             | Олександр Метревелі Шаміль Тарпіщев               | Євген Кафельников                  | -                |
| 2003 | Артур Макферсон                | Ніна Теплякова                                    | -                                             | Микола Озеров Борис Єльцин (почесний лауреат)     | Андрій Чесноков                    | -                |
| 2004 | брати Георгій і Володимир Брей | Євген Кудрявцев                                   | -                                             | Анна Дмитрієва                                    | Андрій Ольховський                 | -                |
| 2005 | Олександр Аленіцин             | Борис Новиков                                     | -                                             | Сергій Андрєєв                                    | Олександр Волков                   | -                |
| 2006 | Едуард Негребецький            | -                                                 | Лариса Преображенська                         | Ольга Морозова                                    | Лариса Савченко                    | -                |
| 2007 | Софія Мальцева                 | -                                                 | Валерія Кузьменко-Титова                      | Сергій Лихачов                                    | Андрій Черкасов                    | -                |
| 2008 | Лев Урусов                     | -                                                 | Семен Беліц-Гейман                            | Теймураз Какулія                                  | Вадим Борисов                      | Валерій Шишкін   |
| 2009 | В'ячеслав Мультіно             | -                                                 | Галина Коровіна                               | Тоомас Лейус                                      | Наталія Звєрєва                    | Рауза Ісланова   |
| 2010 | Зінаїда Клочкова               | -                                                 | -                                             | Андрій Потанін                                    | Марат Сафін Олена Ліховцева        | Анатолій Лепешин |
| 2011 | Євген Корбут                   | -                                                 | -                                             | Марина Крошіна                                    | Олена Дементьєва Анастасія Мискіна | Борис Собкин     |
| 2012 | Микола Іванов                  | -                                                 | -                                             | В'ячеслав Єгоров                                  | Микола Давиденко Михайло Южний     | Едуард Давиденко |
| 2013 | Наталя Ветошнікова             | -                                                 | -                                             | Анатолій Волков                                   | Ігор Андрєєв Надія Петрова         | Тетяна Наумко    |
| 2014 | Надія Мартинова-Данилевська    | -                                                 | -                                             | Володимир Коротков                                | Дмитро Турсунов Віра Звонарьова    | Віктор Янчук     |
| 2015 | Тетяна Налимова                | -                                                 | -                                             | Олександр Звєрєв                                  | Світлана Кузнєцова Анна Курнікова  | Святослав Мірза  |

## Журі
- Голова Великого журі - президент Федерації тенісу Росії Шаміль Тарпіщев.
- У різні роки членами Журі були:
  - відома радянська тенісистка, телекоментатор НТВ + Анна Дмитрієва
  - відомий радянський тенісист, телекоментатор НТВ + Олександр Метревелі
  - кінорежисер, екс-президент Всеросійської тенісної асоціації Микита Михалков
  - президент Федерації тенісу Північно-Західного регіону Росії Володимир Шамах
  - почесний президент Федерації тенісу Москви Олег Корнбліт
  - журналіст Віталій Яковенко
  - телекоментатор Ернест Серебренніков
  - тренер Олена Комарова
  - спортивний коментатор Юрій Дарахвелідзе
  - виконавчий директор Залу - журналіст, головний редактор інформаційних програм турніру «St.Petersburg Open» Заірбек Мансуров.

Також існує комісія експертів, що займається виборами членів Залу слави.